# Laonice antarcticae
Laonice antarcticae är en ringmaskart som beskrevs av Hartman 1953. Laonice antarcticae ingår i släktet Laonice och familjen Spionidae. Inga underarter finns listade i Catalogue of Life.